# Сиванці
Сиванці (Siwa, Siwis, Isiwan) — берберський народ, що населяє оазу Сива (сиван. Isiwan, араб. واحات سيوة, Wāḥat Sīwah), розташовану на північному заході Єгипту, в декількох десятках кілометрів від кордону з Лівією.
Сива — найзахідніша з оаз Єгипту, і водночас це найсхідніший район, де говорять берберською мовою, якщо не рахувати крихітну оазу Кара за 120 км на північний схід від Сиви, де також говорять сиванською. На заході межі берберського світу сягають Марокко, Канарських островів та Мавританії.
Сива мало нагадує те, що можна побачити в долині Нілу. Місцеві жителі відрізняються від єгиптян одягом, традиціями, способом життя, менталітетом. Вони говорять власною сиванською мовою, живуть в особливому сиванському світі. Тисячі років ізоляції серед великої й невблаганної пустелі дозволили сиванській спільноті створити унікальні культурні традиції, методи будівництва, стилі вишивки та системи сільськогосподарського виробництва, які відрізняються своєю красою і гармонією з навколишнім середовищем.
Тривала ізольованість наклала свій відбиток на світосприйнятті місцевого населення, яке протиставляє власну сиванську спільноту решті людства, що не є сиванцями.
1985 р. асфальтоване шосе, прокладене від середземноморського портового міста Мерса-Матрух, пов'язало Сиву із зовнішнім світом. Фактично лише після цього про неї дізналися в світі. Та й зараз, навіть у Єгипті, мало кому відомо про існування цієї унікальної оази.
Сиванці мають колір шкіри від легко-коричневого до середньо-коричневого, темно-карі очі, хвилясте волосся і помітно вузьку голову.
Споріднене за мовою населення живе в сусідній оазі Кара, а також в оазі Джагбуб, розташованій по той бік кордону з Лівією.

## Розселення
Оаза Сива захована серед Західної пустелі Єгипту, яку ще називають Великим піщаним морем. Це один із найпосушливіших районів світу, який є частиною великої пустелі Сахара. 500 км пісків відділяють Сиву від долини Нілу на сході і 250 км від узбережжя Середземного моря на півночі. Найближча до Сиви велика єгипетська оаза Бахарія розташована приблизно за 350 км на сході.
Район має приємний клімат, тут холодно взимку, спекотно влітку і помірно тепло навесні і восени. Хмар і дощів практично не буває. Величезною буває різниця температур між денною спекою та нічним холодом, а то й заморозками. Влітку ця різниця може сягати 70-80 градусів.
Сиванці становлять абсолютну більшість населення оази Сива, лише в селах Маракі (Maraqi) і Бахадж-ель-Дін (Bahaj al-Din, Bahay al-Din), розташованих серед піщаних дюн, живуть араби-бедуїни. Більшість мешканців оази проживає в її головному місті, яке також називається Сива.
В пошуках роботи сиванці з'явилися в інших містах Єгипту, а також у нафтовидобувних районах Лівії.

## Чисельність
Ламін Суаг (Lameen Souag, 2009), посилаючись на дані перепису населення Єгипту 2006 р., зробив оцінку чисельності сиванців (носіїв сиванської мови). За даними цього перепису, населення оази Сива становило 15 886 осіб. До них він додав невелику кількість жителів оази Кара (до 300 осіб) та відняв арабів-бедуїнів, жителів маленьких сіл Маракі і Бахадж-ель-Дін, а ще невелику групу арабів-єгиптян, що живуть у місті Сива. На жаль, точна чисельність арабського населення Сиви невідома, от і виходить приблизна чисельність сиванців у 15 000 осіб (2006).
Проект Етнолог оцінює чисельність носіїв сиванської мови у 20 000 осіб (2013), а Joshua Project наводить чисельність сиванців станом на 2017 рік — 22 000 осіб.

## Мова
Сиванська мова (власна назва: джлан-ісіван, žlān n īsīwān, ∂ǧlan n isiwan) належить до східної гілки берберських мов. Вона відзначається архаїзмом і величезною кількістю арабських запозичень. Власної писемності не має.
Літературною для сиванців є арабська. Вона ж є мовою шкільного навчання. Перша урядова школа була збудована 1928 р. У 1980-х рр. з'явилося єгипетське телебачення. Школа і телебачення є потужними чинниками, які впливають на мовне середовище Сиви, особливо на молоде покоління.
Постійно збільшується кількість контактів з арабським населенням. Багато молодих сиванців їдуть на заробітки до Александрії або до Лівії, а іноді й далі, наприклад, до Катару. Підзаробивши достатньо грошей, вони повертаються назад, щоб створити сім'ю. Природно, що ці люди більше призвичаїлись до арабської мови.
З іншого боку, ще в 1960-і роки сиванські землевласники стали наймати робітників з Верхнього Єгипту, а починаючи з 1980-х років розширення індустрії туризму приваблює до Сиви арабомовних людей з усього Єгипту. Так з'явилася арабська громада на території оази.
Результатом цих процесів стало те, що практично всі сиванці користуються, крім рідної, ще й арабською мовою.
Проте, незважаючи на таку ситуацію, всі сиванці в повсякденному житті продовжують користуватися переважно власною сиванською мовою. Жодних ознак переходу на арабську не помітно, батьки продовжують говорити з дітьми рідною мовою. З іноземцями спілкуються арабською; дехто знає також англійську.

## Релігія

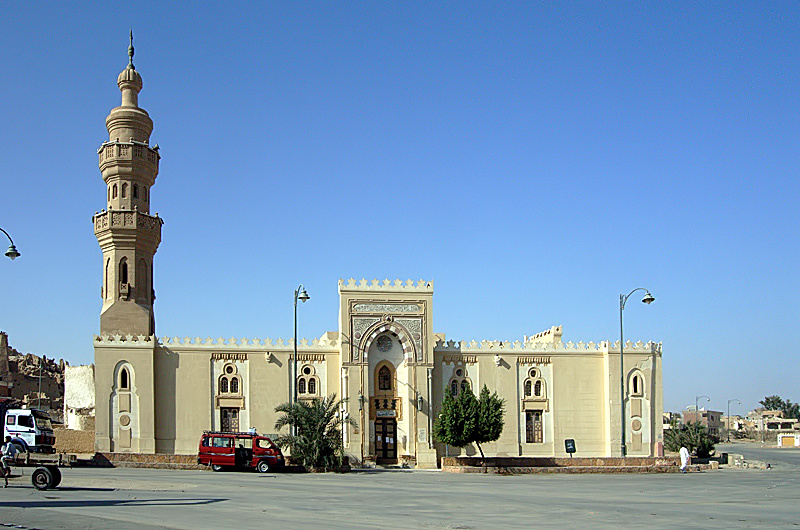
Мечеть короля Фарука в Сиві.

За віросповіданням сиванці є мусульманами-сунітами. Проте іслам тут зазнав сильного впливу з боку місцевої народної релігії, поширеної в культурному середовищі берберських народів. Багато доісламських традиційних вірувань зберігається й досі.
Місцеве населення дуже релігійне. Сиванці дотримуються всіх канонів ісламу, відзначають всі головні мусульманські свята. Кількість мечетей на душу населення є надзвичайно високою. Традиції дуже суворі, особливо по відношенню до жінок. Ті дуже рідко з'являються на людях, на вулиці вони завжди повністю загорнуті у чорне. У громадських місцях, включаючи магазини й кафе, ніколи не чути музики. Натомість майже весь день крутять аудіокасети з мусульманськими проповідями.
Сіванські чоловіки духовно керуються настановами суфійського ордену Сенусія (англ. Sanusiya), що містять суворий моральний кодекс.

## Історія
Предки берберів вже понад 10000 років тому мешкали на узбережжі Північної Африки. Згодом завойовники відтіснили їх у внутрішні райони. Точно невідомо, коли саме бербери заселили оазу Сива, але з'явилися вони тут до появи арабів у Північній Африці в VII ст. Єгипетський археолог Ахмед Фахрі (Ahmed Fakhry, 1973), інтерпретуючи коптські хроніки, висловлює припущення, що на початку VII ст. Сиву населяли бербери-масаки (Masacaes).
Про берберський етнічний характер населення Сиви свідчать повідомлення середньовічних арабських географів. В XI ст. аль-Бекрі відзначає, що її жителями були бербери, а не араби. У наступному столітті аль-Ідрісі наводить нові свідчення і говорить, що в оазі, крім місцевих берберів жила ще й група осілих арабів. Пізніше ця арабська громада більше не згадується. У XV ст. аль-Макризі відзначає спорідненість сиванської мови із зенетською (основною берберською). Розташована на стародавньому берберському караванному шляху, оаза прийняла певну кількість іноземних візитерів і при цьому зберегла більшу частину своєї давньої спадщини.
Той факт, що сиванська мова більше пов'язана із мовами сокна (Sokna) та фоджаха (El-Fogaha) в центральній Лівії і навіть нафусі (Nafusi) на північному заході цієї країни, ніж із сусідньою мовою ауджила (Awjila), наводить на думку, що вже після арабського завоювання відбулася якась міграція берберів із заходу, яка замінила попереднє населення. Певною мірою це підтверджує Сиванський манускрипт, місцевий літопис, який повідомляє, що деякі сиванські племена до XIII ст. прийшли з Джебель-Яфрін (Jabal Yafrīn), що на північному заході сучасної Лівії.
Сива піддавалась численним нападам кочових арабів-бедуїнів, які постійно грабували жителів оази. Як результат, за Сиванським манускриптом, на початок XIII ст. населення оази скоротилася лише до 49 осіб. 1203 р. ці залишки збудували на пагорбі місто-фортецю Шалі й сховалися за його мурами. У ті часи Сива була незалежною республікою. Чисельність населення зростала, і в XV ст. за стінами фортеці вже проживало близько 700 жителів. Зростала й економіка Сиви, освоювались нові землі, надлишки продукції (фініки, апельсини, зернові) експортуватися в інші краї.
Сиванський манускрипт також свідчить про напружені стосунки між двома громадами Сиви: корінними жителями оази, що жили на сході Шалі, та новими поселенцями, які займали західну частину міста. Конфлікти між ними стали нормою життя оази, періодично відбувалися короткі, але дуже активні й безкомпромісні сутички; були поранені й загиблі.
1820 року оаза була захоплена військом правителя Єгипту Мухаммеда Алі. Сиванці чинили спротив, бій тривав протягом 3 годин, але жителі оази не мали жодних шансів у протиборстві з армією, яка мала на озброєнні сучасну артилерію. Сива стає частиною Єгипту. На жителів оази була накладена доволі велика данина, що викликало невдоволення місцевого населення. Сиванці неодноразово відмовлялися сплачувати данину, а чужинців, як тільки війська залишали оазу, виганяли зі своєї громади. Врешті 1829 року непокірну оазу було приборкано, і знову збройною силою. Єгиптяни були безжальними, 18 шейхів було страчено, 26 інших вислано з оази. Сива втратила свободу, але більше не зазнавала нападів з боку бедуїнів. Уперше після 1200 року жителі оази стали будувати собі житло за межами укріпленого міста, хоча більшість за звичкою не хотіла цього робити.
1855 року сусідня оаза Джагбуб стає «столицею» ордену Сенусія. Сенусити встановили контроль і над Сивою. Вони мали підтримку серед західної частини сиванців, тоді як «східняки» перебували в опозиції до їх влади. Під час чергового внутрішнього сиванського конфлікту, що стався 1898 року, незважаючи на підтримку своїх «патронів», «західняки» зазнали поразки, і сенусити мусили на деякий час утекти в Джагбуб.

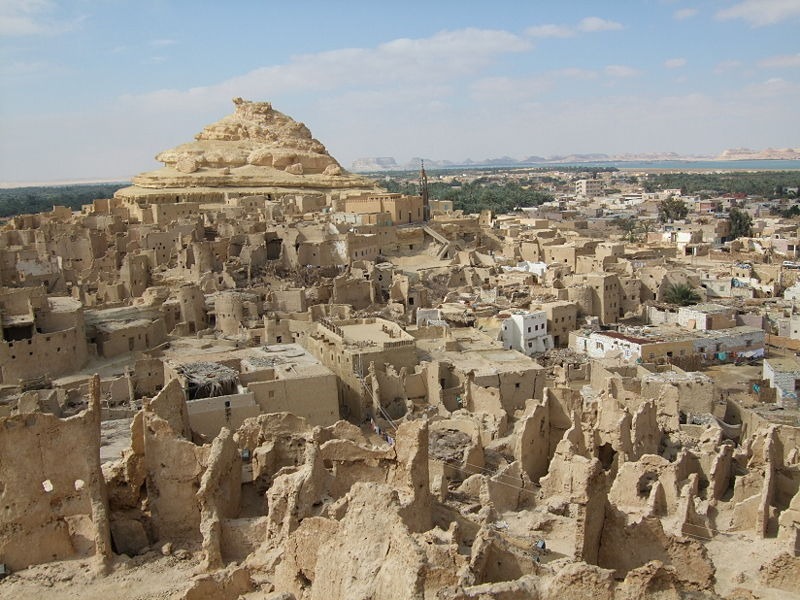
Руїни Шалі (сучасне фото).

У кінці XIX — на початку XX ст. геополітична ситуація в Північній Африці змінилася через вторгнення європейських колонізаторів. Велика Британія захопила Єгипет, а Італія — Лівію. Пустельні райони лишалися під контролем сенуситів. Ескалація конфлікту сталася під час Першої світової війни, коли сенусіти примкнули до турків і оголосили війну італійцям та британцям. Ця авантюра скінчилася для них поразкою. При цьому Сива довше за більшість інших оаз перебувала в руках сенуситів, вона протрималась до 1917 року. Сиванці під час воєнних дій намагалися триматись подалі від обох сторін конфлікту й більшу частину часу переховувались в гробницях гори Мерців.
За угодою між Італією та Великою Британією 1919 р. оаза Джагбуб відійшла до першої з них, а оаза Сива — до другої. Цей кордон згодом був успадкований незалежними Лівією (1951) та Єгиптом (1922). Споріднене населення оаз було розділене державним кордоном.
1926 року небачена досі злива вирувала в Сиві протягом 3 днів. Вона завдала тяжкої шкоди місту Шалі, зруйнувавши більшу частину стародавньої фортеці. Її глинобитні будівлі буквально розтанули під дощем. Значна їх частина була зруйнована, решта стала небезпечною для життя. Люди мусили покинути свої домівки. Так сили природи прискорили будівництво нового поселення за межами старої фортеці.
Хоча Сива й перебувала в складі Єгипту, реального впливу не неї уряд країни довгий час не мав. Місцева берберська громада продовжувала, як і раніше, жити власним автономним життям. Локальні бої, що відбувалися тут в часи Другої світової війни, також мало позначилися на житті сиванців. Натомість сусідня оаза Джагбуб залишила слід в історії героїчною обороною місцевого італійського гарнізону, який з грудня 1940 р. до квітня 1941 р. витримував облогу британсько-австралійських військ.
Переломними для Сиви стали 1980-і роки: було побудоване шосе між Мерса-Матрух і Сивою, до оази прийшли електрика, телебачення, бетонні будівлі, туризм. Ізоляція сиванського народу відійшла в минуле.

## Етнографічні групи
Традиційно сиванці поділяються на «західняків» (араб. gharbiyyîn, сиван. takhsîb) та «східняків» (араб. sharqiyyîn, сиван. il-lifaya). Кордон між ними в минулому навпіл поділяв фортецю Шалі. Сьогодні нова лінія поділу проходить через велику нову мечеть, розташовану біля східного підніжжя Шалі. Цей поділ є відголосом минулого з його війнами, бійками та суперечками супротивників, що залишило помітний слід у місцевому фольклорі. Зараз поділ між групами носить більше психологічний характер, чітких територіальних меж між ними не існує. Але й сьогодні «західняки» та «східняки» не мають між собою ніякої співпраці, кожна група вважає себе кращою за іншу.
Етнографічною групою сиванців є населення оази Кара. За мовою та культурою вони не відрізняються від жителів Сиви, але мають інше етнічне походження. Уважають, що каранці становлять суміш арабів, берберів та чорношкірого населення Судану. Для сиванців вони є нащадками рабів, викуплених зі старих караванів. Це клеймо лежить на каранцях і досі. І справді, ці люди зовні нагадують сільських жителів на заході Судану. У каранців також існує поділ на схід-захід.
Ще на початку 1940-х років в оазі Джагбуб жило близько 4000 берберів. Проте невідомо, скільки їх залишилося зараз і чи зберігають вони й досі берберську культуру.

## Господарство

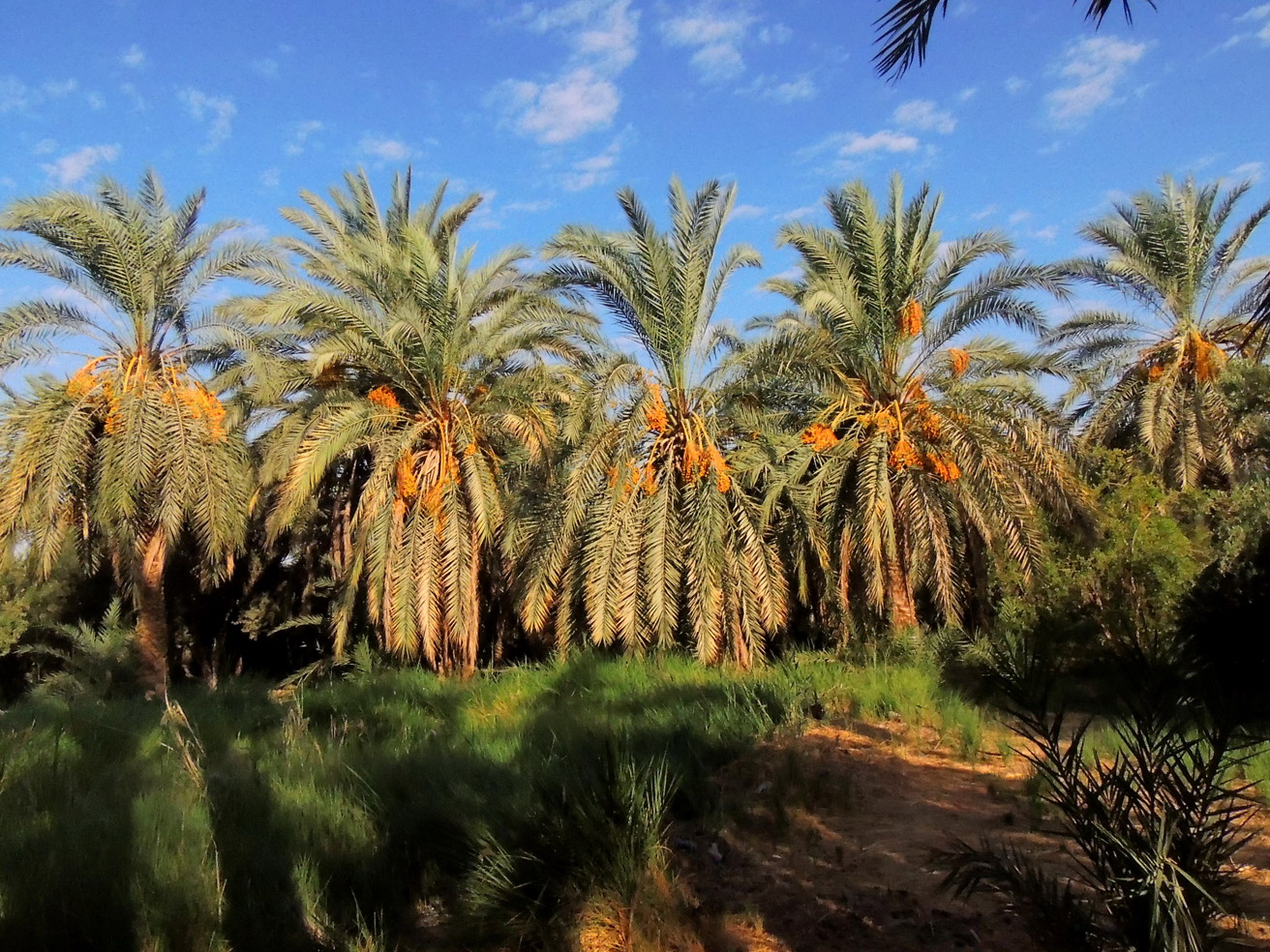
Фінікові пальми.

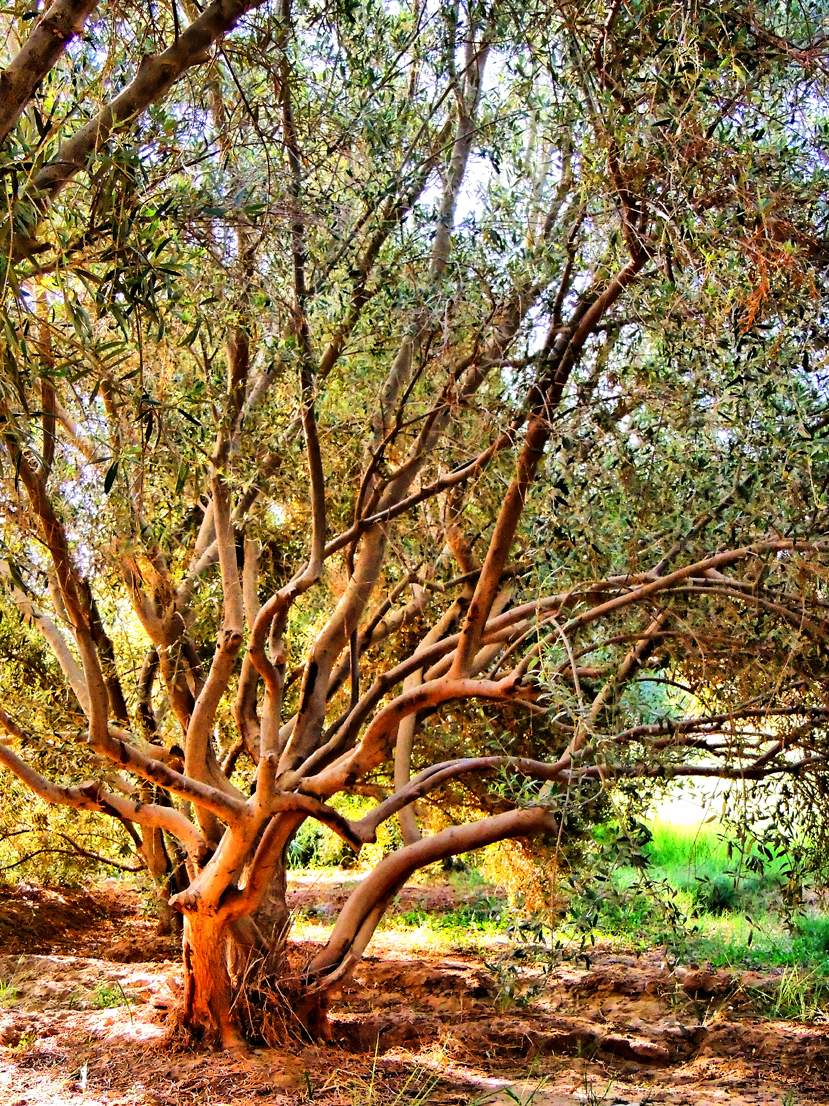
Оливкове дерево.

Більшість сиванців зайнята в аграрному секторі. Основу місцевої економіки становить зрошуване культивування фінікових пальм і оливкових дерев. На території Сиви є близько 12 000 федданів (5 000 га) сільськогосподарських земель. За оцінками, в оазі росте 250 тисяч фінікових пальм і 30 тисяч оливкових дерев. Фініки та оливки забезпечують основний дохід місцевим жителям.
Для власного споживання сиванці вирощують овочі, пшеницю, ячмінь, просо, боби, цибулю, а також інжир, виноград, абрикоси, апельсини та інші сільськогосподарські культури. Ще тут вирощують велику кількість люцерни, яка йде на корм для худоби, а також на експорт.
Тримають різних тварин: велику рогату худобу, кіз, віслюків, собак та трохи овець. Верблюдів сиванці не тримають, хоча вони й використовуються в караванній торгівлі.
Сиванські фермери продовжують вирощувати і збирати урожай так само, як це робили їх предки протягом багатьох тисячоліть. Сільськогосподарські роботи є переважно чоловічою справою. Жінки та дівчата тут не працюють, як це заведено у арабів. Всі сільськогосподарські землі Сиви складаються з доглянутих садів з продуманою системою поливу та дренажу. Місцеві люди дуже піклуються про землю та рослини. Сад — це не тільки робота, а й задоволення. Сім'я (її чоловіча половина) може декілька тижнів проводити на сільськогосподарських роботах у садку, живучи в легкій хатинці або навіть у наметі. Влітку, коли в місті стоїть спека, тут панує прохолода. Діти у супроводі батьків тут навчаються працювати, вони отримують невеличкі завдання, наприклад, виполюють бур'ян. Годинами граючись у піску, малі сиванці створюють тут мініатюрні лялькові садки.

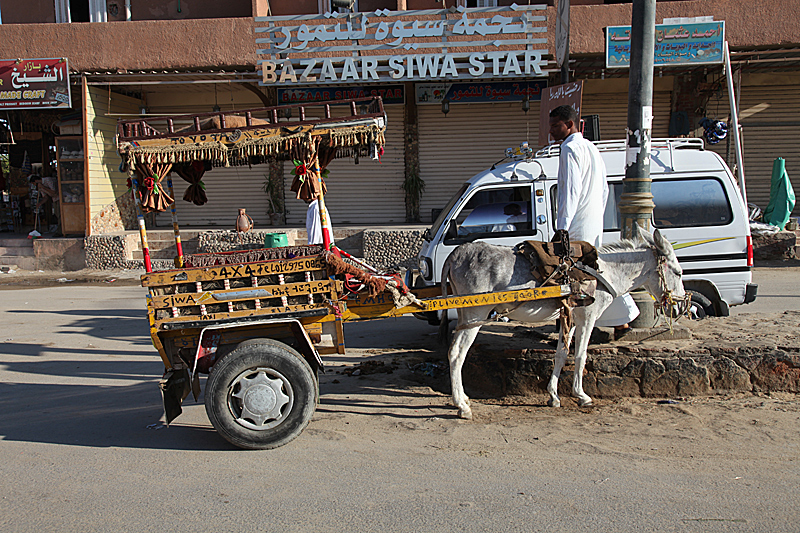
Сиванська «карета».

Основний вид місцевого транспорту — возик, запряжений віслюком; сиванці називають його «каретою».
Сива бутилює місцеву природну мінеральну воду, що носить назву оази, й постачає її в магазини всього Єгипту.

## Ремесла

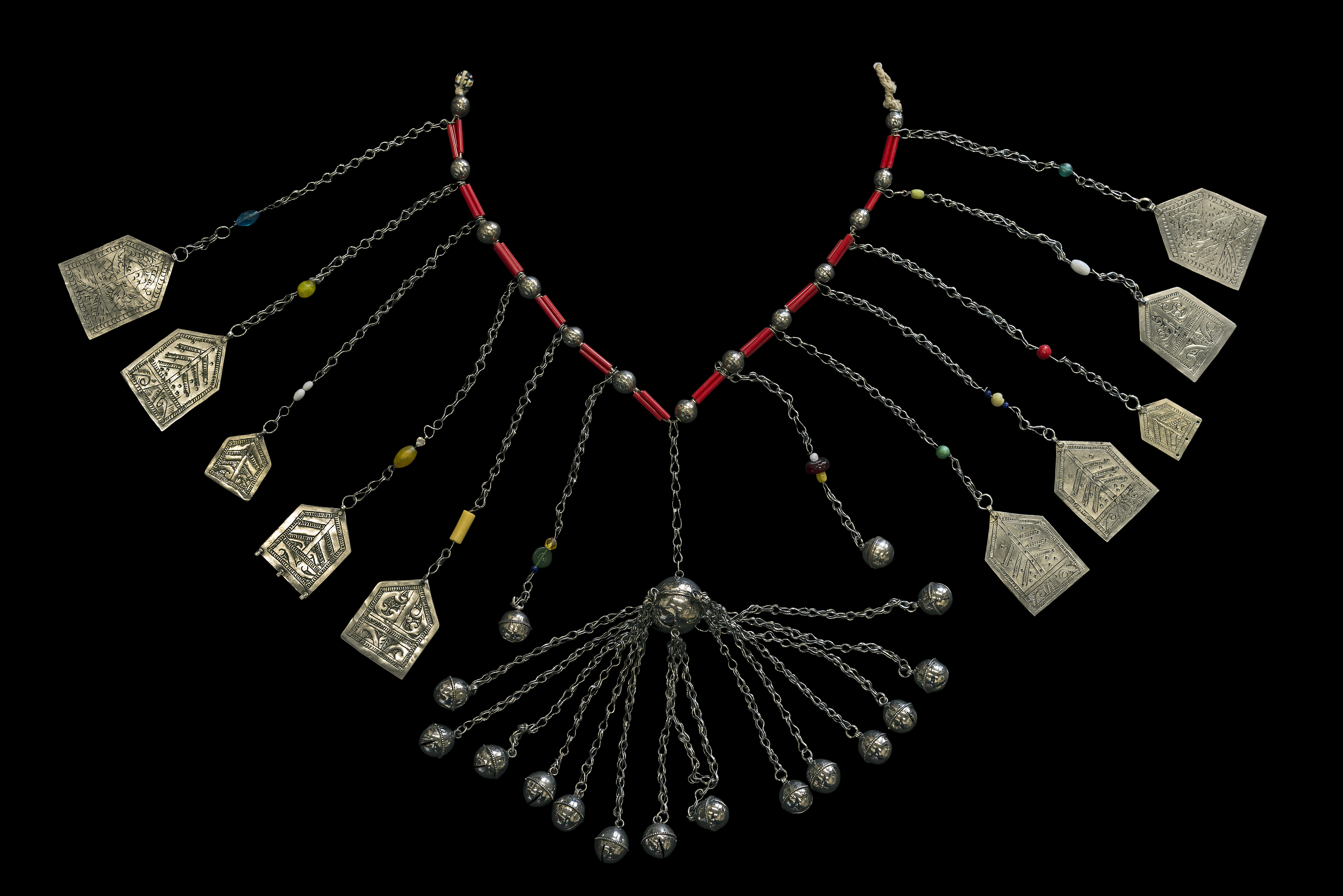
Срібне намисто. Робота сиванських майстрів.

Сиванці можуть похвалитись розмаїттям своїх традиційних мистецтв і ремесел, серед яких срібні ювелірні вироби, плетені кошики, ручна вишивка на полотні, одязі та аксесуарах, килими та інші побутові предмети. Вони є втіленням душі народу й високо цінуються за свою красу та майстерність виконання.
Вражають сиванські ювелірні вироби. Серед них ніжні, але водночас міцні, складні намиста з підвісками різної форми, а ще великі різьблені браслети та кільця, зроблені зі срібла й вишитої шкіри, прикрашені коралами, перлами, бурштином, раковинами та іншими природними матеріалами, а також важкі сережки з ланцюжків і дзвоників. Останні занадто важкі, щоб носити їх у вухах, вони звабливо звисають на шкіряних смужках по обидва боки голови. Срібні вироби сиванських майстрів мають високу якість і користуються попитом серед колекціонерів в усьому світі. Вони подібні до виробів, які виготовляють у Північній Африці, але відмінні від інших районів Єгипту.
Не одне покоління сиванських жінок прикрашало вишивкою домоткані тканини з бавовни, шкіряний муар і полотно з Верхнього Єгипту. З їх рук виходили надзвичайної краси і художнього оформлення вишиті тканини, вишукані сукні, халати та головні убори, прикрашені старовинними монетами і перламутровими кнопками.
Дуже цікавими є барвисті кошики з пальмового листя, прикрашені різнокольоровими нитками, а також вовняні килими й доріжки в яскравих кольорах з геометричним дизайном.

## Будівництво
При будівництві сиванці здавна використовували місцеві матеріали. Найпопулярнішим серед них був так званий «солоний мул», або кершиф (араб. karshif, сиван. tlaght). Це готова суміш глини, солі й тонкого піску, якої є вдосталь у місцевих солоних озерах. З неї формують сирицеву цеглу, яка протягом століть була в Сиві основним будівельним матеріалом. Матеріал дуже пористий. Коли кладуть стіни, зв'язуючим розчином є той самий «солоний мул», але в розрідженому стані. Так утворювались тверді й досить міцні монолітні конструкції, що мали товщину від 40 до 80 см. Зведені з кершифу будівлі мають характерний сіро-синій колір «перець і сіль».
«Солоний мул» діє як природний ізолятор, зберігаючи комфортну температуру повітря в приміщенні і в гарячий, і в холодний сезон. Вікна в будинках розташовували таким чином, щоб утворювались канали для сухого вітру з пустелі. Так здійснювалось безенергетичне кондиціювання повітря, особливо доцільне в умовах жаркого й посушливого клімату.

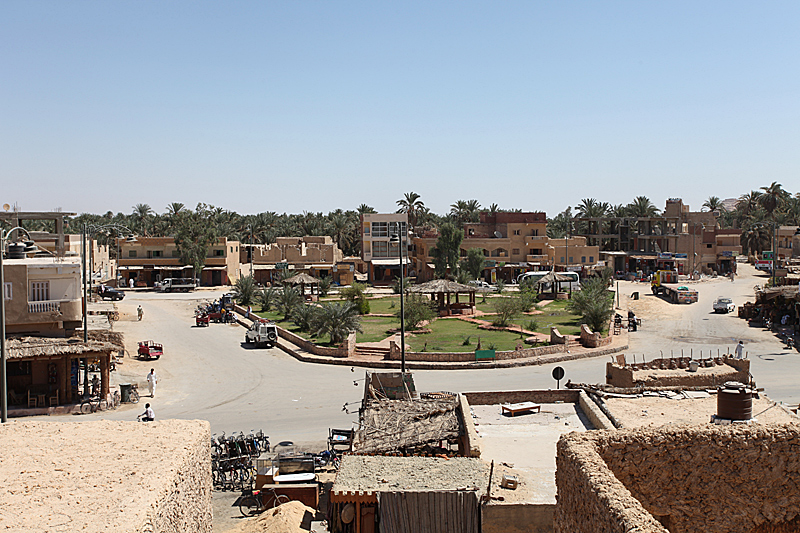
Центральний майдан сучасної Сиви.

Сиванські будинки в плані прямокутні, часто багатоповерхові. Житло складається з декількох приміщень різного призначення: вітальня, житлова кімната, ванна, кухня. Комора і хлів для худоби розташовані на першому поверсі. Коли батько одружує своїх дітей, він надбудовує над своїми нові приміщення для молодят, — такий собі патріархальний будинок. Таким чином, місто постійно росте вгору. Плоский дах будівлі перекривається пальмовими стовбурами, а іноді ще й оливковими гілками. Деревину вкладають перпендикулярно перетинаючи стебла між собою, тоді цей каркас заповнюють глиною. Дах нижнього поверху водночас є підлогою для верхнього.
Залишки старого міста-фортеці Шалі є типовим зразком традиційної пустельної архітектури. Схожі споруди збереглися в оазах Західної Сахари й Марокко. Будинки, що могли налічувати до 5-6 поверхів, стояли тісно один до одного й утворювали складну заплутану систему виходів і переходів. Будівлі були розташовані невеликими терасами, і все це переплетено лабіринтом сходів. Здалеку місто нагадувало стільники. Основним матеріалом, що використовувався при будівництві Шалі, був кершиф. Єдиним, але суттєвим, недоліком цього матеріалу є відсутність у нього водостійкості. Це й засвідчила катастрофа, що сталася 1926 року.
Руйнування Шалі через сильний дощ спонукало жителів Сиви до пошуків альтернативних будівельних матеріалів, і вони звернулися до іншого місцевого матеріалу — «вапнякового гіпсу» (сиван. і араб. tob). Вапняк видобувають у двох кар'єрах у скелях, розташованих приблизно за 20 км від Сиви. Цей матеріал економічніший за кершиф, але має гірші теплові властивості. У збудованому з вапняку приміщенні холодно взимку і спекотно улітку. Зникання кершифу як основного будівельного матеріалу зробило революцію у вигляді Сиви, це не лише колір будівель, а й організація проживання в оазі. Місто-вулик змінили окремі будинки, вишикувані вздовж вулиць.
Незважаючи на зміну уподобань, «солоний мул» все ще продовжує використовуватись у сиванському будівництві. В Сиві навіть розрізняють мулярів, що спеціалізуються на мулі (сиван. abenney ne-tlaght) або на «вапняковому гіпсі» (сиван. abenney ne-tob).
Протягом XX ст. Сива поступово ставала ближчою до долини Нілу і піддавалась впливу єгипетської національної культури. Зовнішні чинники мали глибокий вплив на характер житлового будівництво в оазі. Традиційна архітектура Сиви поступово зникла. Стали масово ставити дешеві житлові будинки з бетонних блоків. Подібне будівництво було звичайною практикою в усьому Єгипті. Місцеві жителі сприймають такі бетонні блоки як ознаку модернізації. Тепер Сива стала зовні схожа на села, розташовані в долині Нілу.

## Суспільство
Як і інші берберські народи, сиванці живуть в умовах патріархального суспільства, в якому домінують чоловіки. Сиванці є мусульманами, тому життя в місцевій громаді будується за нормами мусульманського права.
Містом і досі керує рада шейхів (старійшин), яка представляє 10 сиванських колін (родів), всі вони чоловіки. Хоча старійшини повинні обиратись, у реальному житті сини часто успадковують посаду батька. Шейхи в своїй діяльності керуються сиванськими законами ще XIII ст., а також Корану. Дотримання власних традицій, відмінних від єгипетської культури, сприяє збереженню цієї унікальної місцевої спільноти.
Майнові відмінності є дуже важливими в Сиві. Сади (atil, у множині itilen) перебувають у приватній власності, але визначення меж володінь для сторонньої людини становить справжню головоломку. Проте місцеві жителі чудово знають свої володіння.
Спадщина передається за чоловічою лінією. Релігійні правила визначають також, яку частину спадщини чоловіка отримує вдова, а яка ділиться між дітьми, з повною долею для синів і половинною для дочок.
Шлюб у сиванців патрилокальний, дружина йде жити в родину чоловіка. Зазвичай сиванці мають одну дружину, але мати декілька дружин не забороняється. Дівчата тут часто одружуються у віці 14 років. При виборі подружжя зазвичай головним фактором є належність молодих до певного роду. Поширеним явищем є шлюб між двоюрідними братами та сестрами. Мішані шлюби з представниками інших народів є рідкісним явищем.
Сиванське суспільство вважається дуже консервативним, навіть за єгипетськими мірками. Шляхи комунікації людей чітко поділяються за статевою ознакою, існує умовно жіночий (внутрішній) простір та чоловічий (зовнішній) простір.
Раніше жінки були взагалі практично замкнені в домашніх стінах. Вулицею вони могли ходити лише на невелику відстань, лише у супроводі чоловіка і лише з голови до ніг загорнутою в паранджу з тканини синього кольору, яку тут звуть тарфутет (tarfutet). Тепер правила не такі суворі, але все одно жінки можуть з'являтися в громадських місцях лише вкриті тарфутетом. Особливо це стосується заміжніх жінок. Спілкуватися сиванки можуть лише з вуличними торговцями тканинами, це єдині чужі чоловіки, з якими вони контактують. На базар жінки не ходять, це роблять лише чоловіки, жінки можуть послати туди власного малолітнього сина. Працювати вони можуть лише іноді під час збирання врожаю фініків і оливок, коли сім'я змушена завершити всі роботи в стислі терміни.
Чоловіки увечері збираються за віковими групами в спеціальних громадських закладах, які є в кожному районі міста. Тут вони спілкуються, обмінюються новинами, слухають музику, співають, танцюють або дивляться телевізор, а ще п'ють місцевій самогон з фініків. Традиційним місцем зустрічей друзів є басейни біля джерел. Сюди чоловіки приходять купатися. Раніше існували спеціальні джерела для прання, які відвідували виключно жінки. Тепер ця традиція не практикується.
У минулому сиванські молоді неодружені чоловіки та підлітки об'єднувались в особливий стан загала (zaggâla, zagalla), який інтегрував такі поняття як «віковий клас», «робочий клас», «військова каста». Їх відразу можна було впізнати завдяки особливому одягу. Загала заборонялося перебувати в місті, зустрічатися із жінками. Вони жили в гаях за стінами фортеці, тут ще у XIX ст. існували укріплені поселення загала. Загала становили головну робочу силу в сільському господарстві Сиви. Вони ж були військовою силою, яка захищала оазу від вторгнення агресора. У межах загала нормою вважалися гомосексуальні стосунки.
Тепер інституту загала більше не існує, але серед сиванської молоді й досі домінують стандарти толерантності стосовно гомосексуальності, вживання алкоголю, конопель.

## Традиційні свята

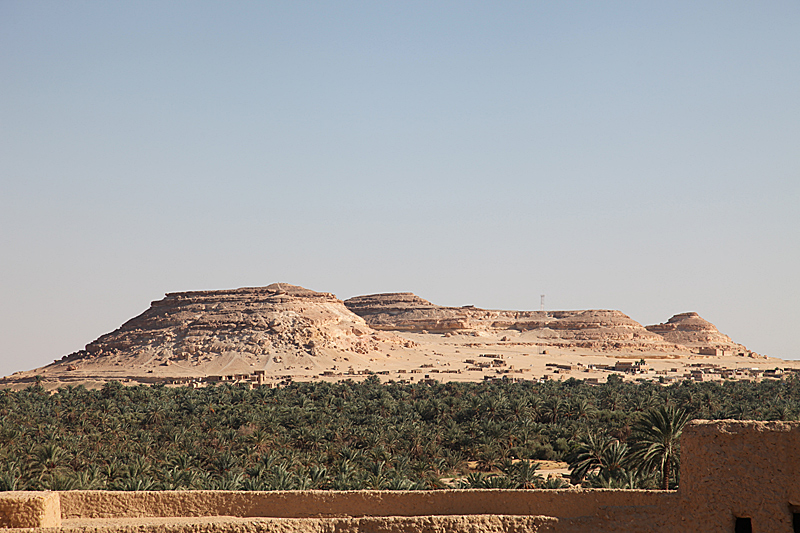
Вид на гору Дакрур.

Поряд із мусульманськими святами, сиванці мають також власне традиційне свято, відоме як Туристичний Фестиваль (англ. Tourist Festival). Його щороку відзначають у жовтні, коли місяць буває у повні, іноді воно припадає вже на листопад. Жодного стосунку з туризмом воно не має, навпаки, іноземних туристів на це свято не запрошують. «Туристами» є лише члени сиванської громади. Всі вони пішки підіймаються на гору Дакрур (Gabal al Dakrur, Gebel Dakrur), розташовану поблизу озера Зейтун (Birket Zeitun). Беруть участь і дорослі, і діти. Для декого такий підйом може бути доволі складним.
Туристичний Фестиваль триває три дні. Це духовне й релігійне свято сиванського народу 200-літньої давнини. Люди збираються на вершині гори, щоб разом помолитися, прославити Бога і пророка Мухаммеда. Вони вдягають свій кращий одяг і прикраси. Символічно, що протягом Туристичного Фестивалю люди мають владнати всі суперечки й конфлікти, які накопичились протягом року. Це традиційне свято примирення «східняків» і «західняків». Під час свята відбуваються й заручини. Туристичний Фестиваль — це ще й свято врожаю.
За день до того, як почнеться свято, кожен сиванець жертвує гроші і хліб у найближчій мечеті, які будуть використані для приготування ритуальної страви фетта (fatta, хліб, замочений у м'ясному бульйоні). Увечері того ж дня на м'ясо забивають худобу, а на світанку на спеціальному майданчику, розташованому на підвищенні, готують їжу для бенкету. Туристичний Фестиваль — це гомінке свято, проходить ярмарок, на продаж виставляють виставляють вироби сиванського ремесла, продукти харчування та інші товари. Кожного дня людям, що зібралися поїсти, роздають фетту. Підготовка до бенкету, розподіл і споживання страв мають чіткі церемоніальні процедури, які символізують рівність і гармонію місцевого суспільства. На ранок четвертого дня сиванці вдягають білий одяг і збираються біля підніжжя гори. Вони проходять ходою через пальмові й оливкові гаї до могили сиванського святого. На чолі ходи йдуть старійшини і вожді 10 сиванських племен. Завершується дійство спільною молитвою, релігійними співами, рукостисканням і теплим прощанням.
Спільною церемонією сиванських чоловіків і жінок є весілля. Їх проводять на спеціально відведених для цього майданчиках, які мають статус колективного простору.
За традицією, наречена вдягається в найкраще вбрання, розпущене волосся заплітається в кіски. Кожна сиванська дівчина сама виготовляє свій весільний посаг, це показує її майстерність в традиційних ремеслах. Кожен виріб вигадливо вишивають маленькими червоними, помаранчевими і чорними елементами, які відходять від центрального кола, що розташовується на грудях. Весільний одяг також прикрашають перламутровими кнопками й амулетами.
Напередодні весілля молоду відводять до ставка. Тут стара жінка купає її та вилучає срібний диск невинності, що висить у неї на шиї. По дорозі додому сім'я нареченого перехоплює молоду й наділяє її багатьма дарами. Серед дарів сукні, сім з яких потрібно вдягнути одна поверх іншої в день весілля.

## Ментальність

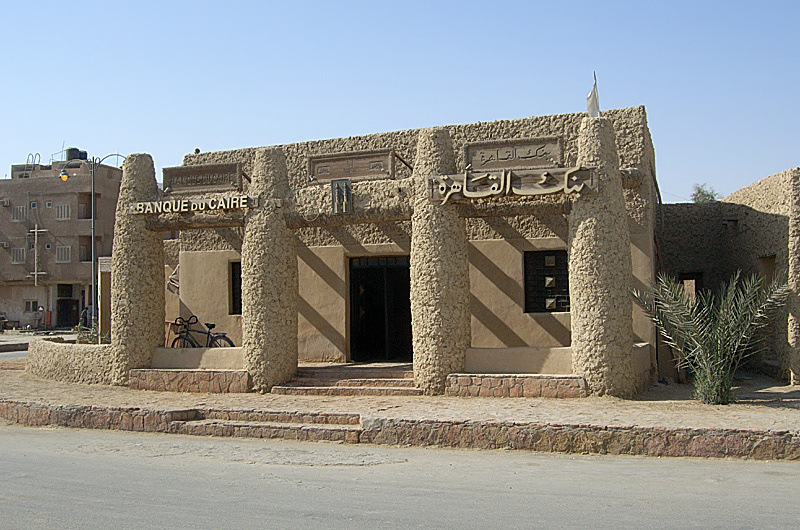
Будівля банку Banque du Caire в місті Сива.

Для сиванців їхня оаза — це центр світу. За пустелею знаходиться Мерса-Матрух, далі на узбережжі розташована Александрія, Каїр майже відсутній на їхній географічній мапі, решта ж світу для них узагалі невпорядкована. На південь іде лише пустеля, порожня й ворожа країна, земля арабів-бедуїнів.
Місцеві єгиптяни чітко відділяються від корінного населення, вони єдині (за винятком рідкісних тут туристів) відвідують кафе. Ці установи для сиванців є синонімом аморального життя.
Хоча сиванці й бедуїни є торговими партнерами, їхні світи поділені. Сиванці можуть говорити арабською, бедуїни ж не знають сиванської. Бедуїни селяться в периферійних частинах оази.
У Сиві роблять місцевий алкогольний напій (lagbi або lagmi) і вживають його (у невеликих дозах) на вечірках або з друзями.
Берберська мова Сиви ніколи не мала писемності, яка б давала можливість записати й таким чином передати майбутнім поколінням основи сиванської історії та культури. Але сиванські жінки мають власну систему передачі інформації з покоління в покоління. Вони мають багатий набір символів, які вишивають шовковими нитками на тканині. Ці символи вони відтворюють, вплітаючи кольорові смужки тканини в кошики, розмальовуючи червоною вохрою керамічні вироби, а ще наносять хною на руки та ноги нареченої. У такий спосіб передаються основи сиванського життя та світогляду. Все це було, зокрема, й невід'ємною частиною приданого нареченої. Сиванські жінки століттями навчали своїх дочок цій мови хитромудрих символів, пояснюючи їх приховане значення.
Нині й матері, і дочки дивляться телевізор. Вони мають мало часу на творчі ремесла, обмежуючи свої зусилля роботою по домогосподарству. Жінки бажають дивитися на красунь-телезірок. Замість кошиків і керамічних горщиків вони вже давно використовують пластикові контейнери та посуд з алюмінію. Тепер вони шиють одяг і купують взуття, які відповідають їх новим ідеалам краси.
Зважаючи на зростаючий зовнішній тиск і загрозу сиванській традиційній культурі місцевий антрополог Фатхі Малім (Fathi Malim) написав і опублікував у грудні 2001 р. книжку «Oasis Siwa: From the Inside», в якій задокументував ряд унікальних аспектів сиванського життя та культури; окремі розділи присвячені пологам, весіллю, шлюбу, похоронам, фольклору, медицині. Але старійшини оази визнали цю книжку недоречною й образливою, адже вона відкриває чужинцям інтимні подробиці життя народу. Авторові пригрозили вигнанням із громади. Зважаючи на таку реакцію спільноти, Фатхі Малім вирішив поки що припинити заплановані видання наступних матеріалів.

## Новітні зміни і тенденції
Дорога, побудована до Сиви 1985 р., відкрила оазу для зовнішнього світу. Вона дала початок економічному розвитку та інтеграції в світову економіку. Швидко змінюється побут сиванців. Поширюються нові товари й технічні засоби, впроваджуються нові технології. Все це загрожує втратою автентичних традицій народу. На ці тенденції звернула увагу міжнародна організація з якості навколишнього середовища Environmental Quality International (EQI) зі штаб-квартирою в Єгипті. Щоб зупинити процес, вона розробила й впроваджує ряд програм, спрямованих на збереження унікальних місцевих технологій будівництва, вишивки й сільськогосподарського виробництва.
У місті Сіва є державна лікарня, але обслуговує вона лише чоловіків.
Більшість місцевих дітей відвідує школи. Деякі із сиванців, серед них є й жінки, отримали вищу освіту в університетах Єгипту.